# Narjot de Toucy
Narjot III de Toucy (... – 1241) è stato signore di Bazarnes, reggente dell'Impero latino di Costantinopoli in più occasioni.

## Biografia
Narjot era figlio di Narjot II di Toucy  e di sua moglie Agnese di Dampierre.
Insieme al suocero Teodoro Brana e a Goffredo di Merry, Narjot fece parte del Consiglio che governò Costantinopoli per breve tempo dalla morte di Conone di Béthune (17 dicembre 1219) fino all'arrivo dell'Imperatore designato, Roberto di Courtenay (1220). Fu poi reggente dell'Impero latino, durante la minore età di Baldovino II di Costantinopoli (1228-1231) e durante l'assenza dell'imperatore, impegnato in una raccolta di fondi in Europa (1238-1239). 
Morì nel 1241. 

## Discendenza
La prima moglie Narjot de Toucy era la figlia di Teodoro Brana e dell'imperatrice vedova Agnese di Francia. Ebbero quattro figli:
- Filippo, che fu reggente dell'Impero Latino (1245-1247) e Ammiraglio del regno di Sicilia (1271)[1].
- Anselino, signore di Mottola[1].
- una figlia, che nel 1239 sposò Guglielmo II Villehardouin, principe di Acaia.
- Margherita, che sposò Leonardo di Veroli, cancelliere del Principato di Acaia.

Nel 1239 o 1240, presumibilmente dopo la morte della prima moglie, Narjot de Toucy sposò la figlia di Köten, khan dei Cumani, che divenne suora dopo la sua morte.